# Invención (música)

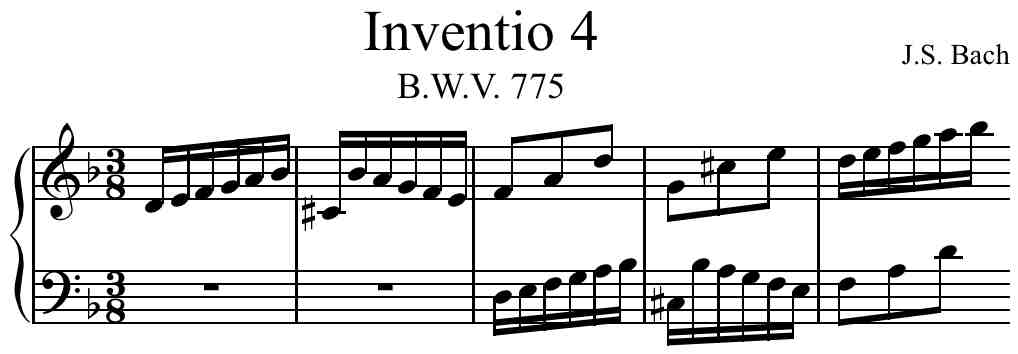
Primeros compases de la 4.ª invención en Re menor, de J. S. Bach (BWV 775)

En música, una invención es una composición musical de corta extensión (normalmente para teclado) con una estructura contrapuntística a dos voces (composiciones en el mismo estilo de una invención son las sinfonías contrapuntísticas barrocas, pero utilizando una estructura a tres voces. Algunos editores modernos las llaman "Invenciones a tres voces" para evitar confusión con el término "sinfonía"). Bien conocidas son las quince invenciones que componen la primera parte de las Invenciones y sinfonías, BWV 772-801 de Johann Sebastian Bach.
Las invenciones usualmente no se ejecutan en público, sino que sirven como ejercicio para estudiantes de piano y como ejercicios pedagógicos para estudiantes de composición. Este tipo de obras tiene forma imitativa: lo que hace una voz es repetida después por la otra, y es invertible, es decir, que las notas de una primera voz son armónicamente correctas respecto a la otra voz tanto si se posiciona por abajo como por encima de esa voz primera. Estas composiciones suelen tener dos partes diferenciadas (bipartitas), y esto es importante ya que siendo repeticiones de temas que se van desarrollando en una armonía similar, podrían parecerse a un Canon.

## Estructura
Las invenciones son similares en estilo a las fugas, aunque son mucho más simples. Consisten en una exposición corta, un desarrollo más largo y, a veces, una recapitulación corta. La diferencia clave es que las invenciones generalmente no contienen una respuesta al sujeto en la escala dominante, como sí la poseen las fugas.

### Exposición
En la exposición, un motivo corto es introducido en una voz en la tónica. También se le conoce como tema. El sujeto entonces es repetido en la segunda voz en la tónica mientras que la voz inicial toca un contrasujeto o en contrapunto libre.

### Desarrollo
El desarrollo contiene la mayor cantidad de elementos de la pieza. El compositor aquí desarrolla el sujeto escribiendo variaciones melódicas o armónicas. Por lo general, esto implica la alternancia de episodios con declaraciones del tema, similar al desarrollo de una fuga. En las invenciones de modo menor y mayor, el tema normalmente se replantea en el mayor relativo y el dominante, respectivamente. Las nuevas áreas tonales se alcanzan a través de episodios, que generalmente se mueven secuencialmente a través del círculo de quintas. El último episodio termina con una semi cadencia en el tono original, y a menudo se exagera para hacer que el sujeto suene muy especial cuando regrese. Muchas de las invenciones de Bach siguen esta forma, incluidas BWV 775 y BWV 782.

### Recapitulación
Si una invención tiene alguna recapitulación, tiende a ser extremadamente corta, a veces de solo dos o cuatro compases. El compositor repite el tema en la voz superior y la pieza termina. La repetición del tema contiene muy poca variación (o ninguna variación) sobre el tema original. La línea inferior generalmente reproduce el contrasujeto, y si no hay ningún contrasujeto, toca en contrapunto libre.

## Historia
La invención es primariamente obra de Johann Sebastian Bach. Esta forma se originó a partir de las improvisaciones contrapuntísticas en Italia, especialmente a partir de la forma del compositor Francesco Antonio Bonporti. Bach adaptó y modificó este tipo de piezas para convertirlas en lo que se considera formalmente una invención. Bach escribió quince invenciones (BWV 772-786) como ejercicios para su hijo Wilhelm Friedemann Bach. Más tarde, Bach compuso una serie de quince invenciones a tres voces, llamadas sinfonías (BWV 787-801).